# Hans Timerding
Hans Timerding (* 22. Februar 1912 in Paris; † 4. Mai 1989 in Ludwigsburg; auch  Hans Timmerding) war ein deutscher Schauspieler, Hörspiel- und Synchronsprecher.

## Leben
Hans Timerding absolvierte seine Schauspielausbildung in Berlin. Ab dem Jahr 1936 folgten Engagements an verschiedenen Theatern, unter anderem in Eisenach, Zwickau, dem
Rose-Theater in Berlin, dem Stuttgarter Kabarett Mausefalle und der Komödie in Dresden. In der Nachkriegszeit sind verschiedene Gastspiele an Bühnen im deutschsprachigen Raum zu verzeichnen. Von 1962 bis 1974 war er überwiegend an der Komödie im Marquardt in Stuttgart engagiert.
Ab Mitte der 1950er Jahre wirkte er verstärkt in verschiedenen Film- und Fernsehproduktionen mit. Darunter befanden sich die Fernsehserie Schwäbische Geschichten von Fritz Eckhardt mit Willy Reichert und Oscar Heiler und zwei Folgen der Comedyreihe Komische Geschichten mit Georg Thomalla. Hier spielte er neben Georg Thomalla und Walter Kohut. In der Comedyshow Dr. Muffels Telebrause verkörperte er von 1975 bis 1978 den namenlosen Moderator.
Hans Timerding war ab Ende der 1940er Jahre auch in sehr vielen Hörspielen als Sprecher tätig. In der Hörspieladaption des Romans Der Revisor von Nikolai Gogol in einer Produktion des Süddeutschen Rundfunks (SDR) aus dem Jahr 1949 sprach er die Rolle des Schulrektors Chlopoff.
Er arbeitete auch als Synchronsprecher. So konnte man Hans Timerding unter anderem in dem Laurel und Hardy–Film Zwei ritten nach Texas als deutsche Stimme von James Finlayson hören.
Hans Timerding war mit der Schauspielerin Gerti Timerding verheiratet. Gemeinsam hatten sie zwei Kinder.

## Filmografie (Auswahl)
- 1938: Am seidenen Faden
- 1955: Jimmy und das Glück (Fernsehfilm)
- 1955: Der Spazierstock (Fernsehfilm)
- 1957: Mrs. Cheneys Ende (Fernsehfilm)
- 1958: Fanny (Fernsehfilm)
- 1958: Der kaukasische Kreidekreis
- 1959: Der Mann, der sich verkaufte
- 1959: Eine Geschichte aus Soho – Die Stimme aus dem Hut (Fernsehserie)
- 1960: Der eingebildete Kranke (Fernsehfilm)
- 1960: Die Polizei (Fernsehfilm)
- 1960: Meine Frau für eine Stunde (Fernsehfilm)
- 1961: Zu viele Köche (5-teilige Fernsehserie) vier Folgen als Servan
- 1961: Herr Raymond kommt nicht (Fernsehfilm)
- 1961: Familienpapiere (Fernsehfilm)
- 1962: Eine Nacht in Venedig (Fernsehfilm)
- 1962–1964: Sie schreiben mit (Fernsehserie)
  - 1962: Zwischenfall im D-Zug
  - 1962: Die Kraftprobe
  - 1964: Piet und der Delphin
  - 1964: Ein schwarzer Tag
- 1963: Schwäbische Geschichten (Fernsehserie) – Das Rathauskind
- 1964: Das Martyrium des Peter O’Hey (Fernsehfilm)
- 1964: Der Protest (Fernsehfilm)
- 1965: Das ist Stern schnuppe – Orientteppiche
- 1965: Undine (Fernsehfilm)
- 1965: Ankunft bei Nacht (Fernsehfilm)
- 1965: Gewagtes Spiel – Simili (Fernsehserie)
- 1966: Die Halunkenspelunke – Eine vergnügte Geschichte mit viel Musik (Fernsehfilm)
- 1966: Der Mann aus Brooklyn (Fernsehfilm)
- 1967: Ein Florentiner Hut (Fernsehfilm)
- 1967: Hochzeitsnacht (Fernsehfilm)
- 1967: Crumbles letzte Chance (Fernsehfilm)
- 1967: Seine Durchlaucht, der Schneider (Fernsehfilm)
- 1967: Der deutsche Meister (Fernsehfilm)
- 1967: Gewagtes Spiel – Verstummte Trommel (Fernsehserie)
- 1968: Graf Yoster gibt sich die Ehre (Fernsehserie) – Die letzte Expertise
- 1968: Geld für Montevasall (Fernsehfilm)
- 1969: Komische Geschichten mit Georg Thomalla (Fernsehserie) – Tommi und der Krimi
- 1969: Der Vetter Basilio (Fernsehfilm)
- 1969: Gauner, Gelder und Giraffen (Fernsehfilm)
- 1970: Unsere Pauker gehen in die Luft
- 1970: Fröhliche Weihnachten (Fernsehfilm)
- 1971: Toni und Veronika (Fernsehserie) – Wettersturz am Teufelshorn
- 1971: Komische Geschichten mit Georg Thomalla (Fernsehserie) – Tommi und die neue Wohnung
- 1971: Ein toller Dreh (Fernsehfilm)
- 1972: Plonk (Fernsehfilm)
- 1972: Butler Parker (Fernsehserie) – Geschäft mit der Angst
- 1975–1978: Dr. Muffels Telebrause (Fernsehserie) acht Folgen als Moderator
- 1979: Zwei Mann um einen Herd (4-teilige Fernsehserie) als Herr Müller
- 1984: Deutschland – Tournee (Fernsehfilm)

## Hörspiele (Auswahl)
- 1949: Tödliche Rechnung
- 1949: Mein Sohn Eduard
- 1949: Der Kampf mit dem Engel
- 1949: Der Revisor
- 1950: Helium
- 1950: Der halbe Weg
- 1950: Die junge Moncada
- 1950: Protokolle der Familie F.
- 1951: Schritt ins Weltall – Utopie und Wirklichkeit
- 1951: Fünfundzwanzig Uhr
- 1951: Einer zahlt seine Schuld
- 1951: Herr Richter, das ist mein Kind!
- 1952: Der Fall Axel Petersen
- 1952: Das sonderbare Telefon
- 1952: Wer einmal aus dem Blechnapf frißt
- 1952: Kleider ohne Leute
- 1953: Dissonanzen
- 1953: Alte Frau im Grandhotel
- 1954: Rendez–vous mit dem Erfolg
- 1954: Caro
- 1954: Es liegt was in der Luft
- 1954: Verweile, Wanderer
- 1955: Schwein ist Schwein
- 1955: Das seltsame Manuskript
- 1955: Die Glücklichen
- 1955: Mein Haus ist meine Burg
- 1955: Der Dackel mit dem Schlapphut
- 1955: Die Heiligen gehen in die Hölle
- 1956: Ein Gefangener
- 1957: Fünfhundert Drachentaler
- 1957: Liebeslügen
- 1957: Abenteuer im Abteil
- 1957: Die verpfändete Herzogin
- 1958: Meerenge vor Ithaka
- 1958: Der Walzer der Toreos
- 1958: Der Nobelpreis
- 1958: Alice im Wunderland
- 1959: Vier Elefanten auf dem Lampenschirm
- 1959: Kurzer Prozess
- 1959: Liebe und Pistolen oder Des Widerspenstigen Zähmung
- 1959: Alte Dame zu begleiten
- 1959–1970: Kriminalrat Obermoos erzählt (18 Folgen)
- 1960: Die Tore des Sommers
- 1961: Die Überstunden des Simon Parblinger
- 1961: Damals im September
- 1962: Der Kraptaken–Zipfel
- 1962: Die Vögel
- 1962: Gewissensbisse
- 1962: Hampelmann sucht eine Wohnung
- 1963: Tanz ums Geld
- 1963: Die Trumpfkarte
- 1963: Das Geräusch
- 1963: Der Tod des Philatelisten
- 1963: Der Lockvogel
- 1963: Die toten Seelen
- 1963: Leonce und Lena
- 1963: Fleet Street Story
- 1963: Raubmord
- 1963: Besuch im Pfarrhaus
- 1963: Schneeschmelze
- 1964: Winter im Wolkenkratzer
- 1964: Die Zerstörung Roms
- 1964: Die letzte Rast
- 1964: Das Geheimnis von Schloß Greifenklau
- 1964: Satans Ende
- 1964: Unman, Wittering und Zigo
- 1964: In eigener Sache
- 1964: Eine Weihnachtserinnerung
- 1965: In jenem Jahr 1941
- 1965: Die sechste Frau
- 1965: Echt Englisch
- 1965: Ein Abbruchunternehmen
- 1966: Die Glücksfamilie des Monats
- 1966: Das vollkommene Verbrechen
- 1966: Andrea Sölfverne
- 1967: Die Erbschaft oder Der gute Onkel Albert
- 1967: Cha–Cha–Cha
- 1967: Ist die Stadt denn verschlossen?
- 1967: Christa Reinig: Das Aquarium - Regie: Raoul Wolfgang Schnell
- 1968: Blinde Mäuse
- 1968: Jahrestag eines Mordes
- 1968: Edwards Erben
- 1968: Die Gemüsekiste
- 1968: Die Zerhandlung
- 1968: Anna und Wassiliy
- 1969: Die Kur
- 1969: Sturm auf Badajoz
- 1969: Priester Jensens System oder Eingang und Ausgang
- 1969: Wir unterhalten uns bloß
- 1969: Mond hin und zurück
- 1969: Rachels Lied
- 1969: In dem Haus
- 1969: Hallo Mord!
- 1969: Radiografie
- 1970: Morde ohne Mörder
- 1970: Übertragung des ersten Aktes
- 1970: Sonntags am Meer[9]
- 1970: Unser kurzer Sommer
- 1970: Das Netz
- 1971: Testamentseröffnung
- 1971: Adam Riese und der große Krieg
- 1971: Verlorene Illusionen (sechs Teile)
- 1971: Zeichne die Kaffee–Kathi an die Tafel
- 1971: Das Phantom von Paris
- 1971: Der Dra–Dra. Die große Drachtöterschau in acht Akten mit Musik
- 1971: Achtung! Gefährliches Laboratorium
- 1971: Die Zeit kommt für uns alle
- 1971: Der Fall Sebatinsky
- 1971: Maickl Astromaus
- 1972: Höhere Gewalt
- 1972: Ende gut, alles schlecht
- 1972: He, he, ihr Mädchen und Frauen
- 1973: Harte Eier
- 1973: Stunde der Liebe
- 1973: Prozesse der Zukunft (sechs Teile)
- 1973: In allerhöchster Not: Elias Dersch
- 1973: Eva Markulis klagt – oder: Alpha und Asphalt
- 1974: Krähwinkel 73
- 1974: Einladung zum Besuch unseres Münsters
- 1974: Vor Gustchen sein Haus. Gespräche mit dem Ofen
- 1974: Pentakinin
- 1974: Stiefmütterchen
- 1974: Der lange Marsch
- 1974: Die Glücksschuhe
- 1974: Kopfjagd
- 1974: Endstation
- 1975: Anika auf dem Flugplatz
- 1975: In 5000 Jahren (Mehrteiler)
- 1976: Topographie einer Ehe
- 1976: Unfallursache
- 1978: Die Wäsche im Garten
- 1979: Konflikte am Arbeitsplatz
- 1979: Über den Umgang mit Geld
- 1981: Eva Maria Mudrich: Science fiction als Radiospiel: Krokodile sind auch nicht mehr das, was sie mal waren! – Regie: Andreas Weber-Schäfer
- 1982: Das Souper findet nicht statt (Folge aus der Reihe „Die Experten“)
- 1982: Schatten der Vergangenheit (Folge aus der Reihe „Die Experten“)
- 1982: Wo bleibt Wannamaker (Folge aus der Reihe „Die Experten“)
- 1982: Tante Thaleas Gastgeschenk (Folge aus der Reihe „Die Experten“)
- 1983: Goldhähnchen
- 1984: Eine reizende kleine Frau
- 1984: Zwischenbericht
- 1985: Musik im Kaffeehaus Zimmermann
- 1986: Forst
- 1986: Mord im Regen
- 1986: Früh übt sich…
- 1986: Erkennungszeichen: Schwarze Aktentasche (Folge aus der Reihe „Inselgeschichten“)
- 1986: Eine glückliche Verwechslung (Folge aus der Reihe „Inselgeschichten“)
- 1986: Das Kochbuch der Aida (Folge aus der Reihe „Inselgeschichten“)
- 1986: Ende gut – alle gut (Folge aus der Reihe „Inselgeschichten“)
- 1987: Mit sanfter Gewalt
- 1987: Die vier Jahreszeiten: Der Winter
- 1988: Graf Geo – oder die Suche nach dem guten Ton (zwölf Teile)
- 1989: Alle suchen Winnetou